# میهران آزاریان
میهران آزاریان (ارمنی: [] Error: {{Lang}}: فاقد متن (راهنما); زاده ۱۸۷۶ – درگذشته ۱۹۵۲) معمار ارمنی که به خاطر طراحی و ساخت کوتاه‌اسکله بویوک آدا و احتمالاً برج ساعت ازمیر شناخته شده است.

## زندگی‌نامه
در ۱۸۷۶ به دنیا آمد. میهران آزارایان از Sanayi-i Nefise Mekteb-i Âlisi فارغ‌التحصیل شد. وی در سال ۱۹۳۵ به استانبول بازگشت و به عنوان معمار مشغول به کار شد. آزاریان در ۱۹۵۲ در سن ۷۶ سالگی در استانبول درگذشت.

## نگارخانه

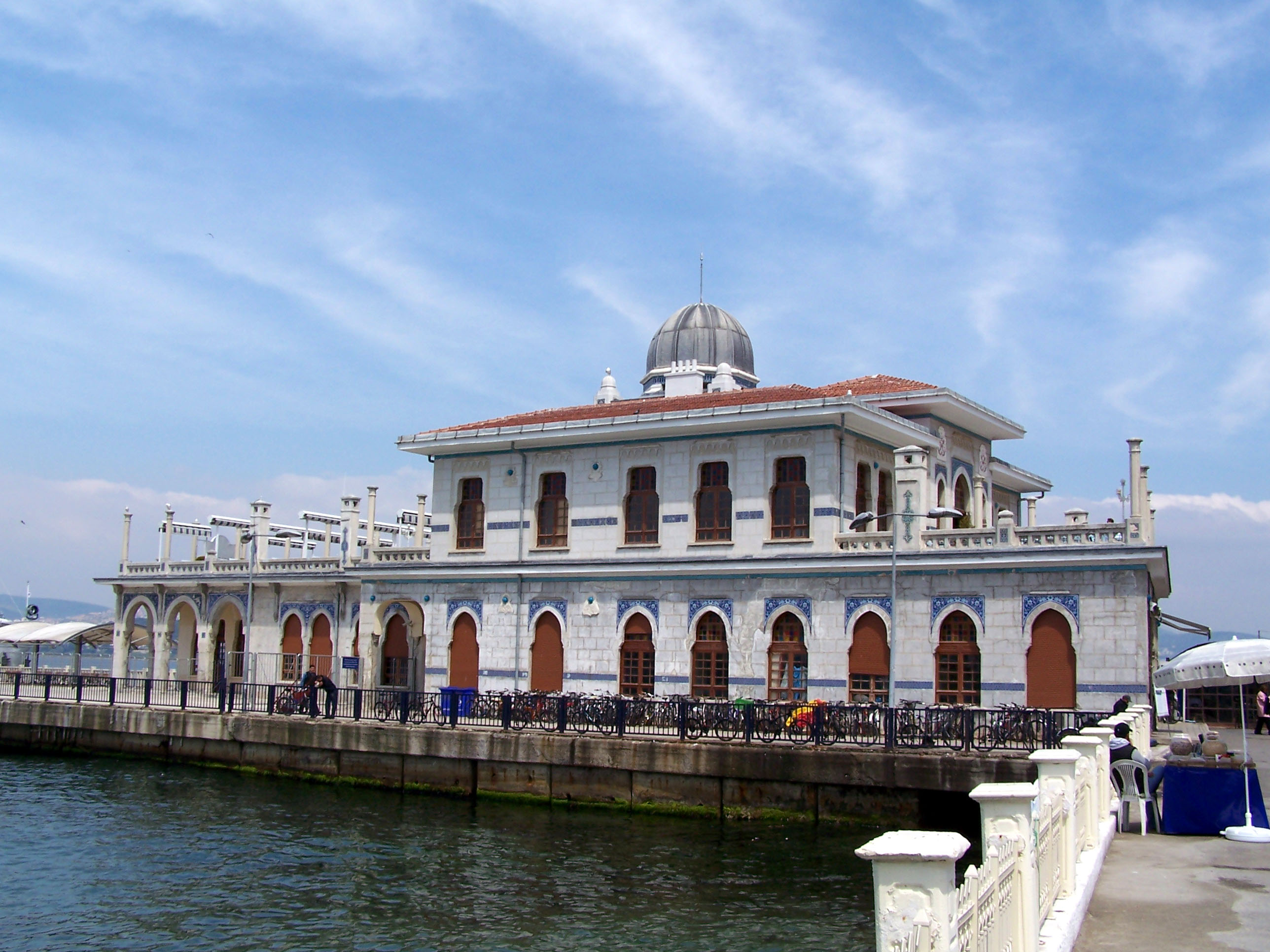
Büyükada Pier constructed by Mihran Azaryan